# Jason Koumas
Jason Koumas (født 25. september 1979 i Wrexham, Wales) er en walisisk tidligere fodboldspiller af cypriotisk afstamning, der spillede som midtbanespiller. Han repræsenterede gennem karriere primært Tranmere Rovers, Wigan Athletic og West Bromwich Albion.

## Landshold
Koumas nåede at spille 34 kampe og score ti mål for Wales landshold, som han debuterede for i 2001 i et opgør mod Ukraine. Han har scoret ti landskampsmål.